# Danny DeVito
Daniel Michael "Danny" DeVito, Jr. (Neptune Township, Nova Jersey, 17 de novembre de 1944) és un actor, director, i també productor estatunidenc. Va començar a ser conegut pel seu paper de Louie De Palma a la sèrie televisiva de les companyies ABC i NBC Taxi (1978–1983), per la qual guanyà el Golden Globe i un Emmy.
DeVito i la seva esposa, Rhea Perlman, fundaren Jersey Films, una companyia productora coneguda per pel·lícules com Pulp Fiction, Garden State, i Freedom Writers. DeVito també és propietari de Jersey Television, que produeix sèries com Comedy Central i Reno 911!. DeVito i Perlman també protagonitzaren la pel·lícula de 1996 Matilda, basada en una novel·la infantil de Roald Dahl.

## Biografia
DeVito va néixer a Neptune Township, fill de Julia, mestressa de casa i Daniel Michael DeVito, Sr., petit empressari. DeVito és descendent d'italians, va créixer a Asbury Park i va estudiar interpretació a l'American Academy of Dramatic Arts, on es va graduar el 1966.
DeVito va fer de Martini a la pel·lícula de 1975 Algú va volar sobre el niu del cucut, reprenent aquest paper per l'obra teatral del mateix títol a off-Broadway.

## Productor
DeVito ha produït molts films incloent-hi Pulp Fiction, Get Shorty, Erin Brockovich, Gattaca, i Garden State.

## Director
DeVito ha dirigit les pel·lícules següents:
- Throw Momma from the Train (1987)
- La guerra dels Rose (1989)
- Hoffa (1992)
- Matilda (1996)
- Death to Smoochy (2002)
- Dúplex (2003)
- The True Confessions of Charlotte Doyle (2011)

DeVito és copropietari d'un restaurant anomenat DeVito South Beach a Miami Beach, Florida.

## Filmografia
| Any          | Film                                                      | Paper                       | Notes |
| ------------ | --------------------------------------------------------- | --------------------------- | --- |
| 1971         | Lady Liberty                                              | Fred Mancuso                | |
| 1972         | Hot Dogs for Gauguin                                      | Adrian                      | |
| 1973         | Hurry Up, Or I'll Be 30                                   | Petey                       | Also known as I Am Waiting No More |
| 1975         | Algú va volar sobre el niu del cucut                      | Martini                     | |
| 1976         | Car Wash                                                  | Joe                         | |
| 1978         | Camí del sud (Goin' South)                                | Hog, Moon's Old Gang        | |
| 1981         | Going Ape!                                                | Lazlo                       | Nominat - Razzie Award pel pitjor actor secundari                                                                                             |
| 1983         | Terms of Endearment                                       | Vernon Dahlart              | |
| 1984         | Romancing the Stone                                       | Ralph                       | |
| 1984         | The Ratings Game                                          | Vic De Salvo                | Showtime Debut com a director |
| 1984         | Johnny perillosament (Johnny Dangerously)                 | Burr                        | |
| 1985         | La joia del Nil (The Jewel of the Nile)                   | Ralph                       | |
| 1985         | Head Office                                               | Dicks                       | |
| 1986         | Wise Guys                                                 | Harry Valentini             | |
| 1986         | Ruthless People                                           | Sam Stone                   | Nominat — Globus d'Or al millor actor musical o còmic                                                                                         |
| 1986         | My Little Pony: The Movie                                 | The Grundle King            | Veu |
| 1987         | Throw Momma from the Train                                | Owen Lift                   | Director Nominat — Globus d'Or al millor actor musical o còmic                                                                                |
| 1987         | Tin Men                                                   | Ernest Tilley               | |
| 1988         | Twins                                                     | Vincent Benedict            | |
| 1989         | La guerra dels Rose (The War of the Roses)                | Gavin D'Amato               | Director Nominat — Os d'Or (Festival Internacional de Cinema de Berlín)                                                                       |
| 1991         | Other People's Money                                      | Larry Garfield              | |
| 1992         | El retorn de Batman (Batman Returns)                      | The Penguin                 | Nominat — Saturn Award for Best Supporting Actor Nominat — MTV Movie Award for Best Villain Nominat — Razzie Award for Worst Supporting Actor |
| 1992         | Hoffa                                                     | Bobby Ciaro                 | Producer, Director Nominat — Os d'Or (Festival Internacional de Cinema de Berlín)                                                             |
| 1993         | Jack the Bear                                             | John Leary                  | |
| 1993         | Last Action Hero                                          | Whiskers                    | Veu, no surt als crèdits |
| 1993         | Mira qui parla ara (Look Who's Talking Now)               | Rox                         | Veu |
| 1994         | Reality Bites                                             | N/A                         | Productor |
| 1994         | Junior                                                    | Dr. Larry Arbogast          | |
| 1994         | Pulp Fiction                                              | N/A                         | Productor executiu |
| 1994         | Un poeta entre reclutes (Renaissance Man)                 | Bill Rago                   | |
| 1995         | Get Shorty                                                | Martin Weir                 | Nominat — Screen Actors Guild Award for Outstanding Performance by a Cast in a Motion Picture                                                 |
| 1996         | Mars Attacks!                                             | Rude Gambler                | |
| 1996         | Matilda                                                   | Harry Wormwood              | Director, Productor, narrador Nominat — Satellite Award for Best Supporting Actor - Motion Picture                                            |
| 1996         | Space Jam                                                 | Mr. Swackhammer             | Veu |
| 1997         | The Rainmaker                                             | Deck Shifflet               | Nominat — Satellite Award for Best Supporting Actor - Motion Picture                                                                          |
| 1997         | Gattaca                                                   | N/A                         | Producer |
| 1997         | Hèrcules                                                  | Philoctetes                 | Voice |
| 1997         | L.A. Confidential                                         | Sid Hudgens                 | Nominat — Screen Actors Guild Award for Outstanding Performance by a Cast in a Motion Picture                                                 |
| 1998         | Living Out Loud                                           | Pat Francato                | Nominat — Chlotrudis Award for Best Actor |
| 1999         | El peix gros (The Big Kahuna)                             | Phil Cooper                 | |
| 1999         | Man on the Moon                                           | George Shapiro              | Productor |
| 1999         | The Virgin Suicides                                       | Dr. Hornicker               | |
| 2000         | Tothom la volia morta (Drowning Mona)                     | Wyatt Rash                  | |
| 2000         | Erin Brockovich                                           | N/A                         | Producer Nominat — Academy Award for Best Picture Nominat — BAFTA Award for Best Picture                                                      |
| 2000         | How High                                                  | N/A                         | Producer |
| 2000         | Screwed                                                   | Grover Cleaver              | |
| 2001         | L'últim cop (Heist)                                       | Bergman                     | |
| 2001         | Què més pot passar? (What's the Worst That Could Happen?) | Max Fairbanks               | |
| 2002         | Austin Powers                                             | Cameo in film "Austinpussy" | |
| 2002         | Smoochy (Death to Smoochy)                                | Burke Bennet                | Director |
| 2003         | Anything Else                                             | Harvey Wexler               | |
| 2003         | Big Fish                                                  | Amos Calloway               | |
| 2003         | Camp                                                      | N/A                         | Producer |
| 2003         | Dúplex                                                    | N/A                         | Director i narrador |
| 2004         | Christmas in Love                                         | Brad LaGuardia              | |
| 2004         | Garden State                                              | N/A                         | Producer |
| 2004         | Friends                                                   | Officer Goodbody            | Guest Actor Nominat - Primetime Emmy Award for Outstanding Guest Actor in a Comedy Series                                                     |
| 2005-present | It's Always Sunny in Philadelphia                         | Frank Reynolds              | |
| 2005         | Be Cool                                                   | Martin Weir                 | |
| 2005         | Marilyn Hotchkiss' Ballroom Dancing and Charm School      | Booth                       | |
| 2006         | Relative Strangers                                        | Frank Menure                | |
| 2006         | Even Money                                                | Walter                      | |
| 2006         | The Oh in Ohio                                            | Wayne                       | |
| 2006         | Deck the Halls                                            | Buddy Hall                  | |
| 2007         | The Good Night                                            | Mel                         | |
| 2007         | Reno 911!: Miami                                          | Fiscal                      | També productor |
| 2007         | Just Add Water                                            | Merl                        | |
| 2007         | Nobel Son                                                 | Gastner                     | |
| 2009         | House Broken                                              | Cathkart                    | |
| 2009         | Solitary Man                                              | Jimmy                       | |
| 2010         | When in Rome                                              | Al                          | |
| 2011         | Girl Walks Into a Bar                                     | Aldo                        | |
| 2012         | The Lorax                                                 |                             | |
| 2016         | Wiener-Dog                                                |                             | |
| 2019         | Dumbo                                                     |                             | |
| 2019         | Jumanji: The Next Level                                   |                             | |